# Battista Ricca
Battista Mario Salvatore Ricca (ur. 22 stycznia 1956 w Offlaga) – włoski duchowny katolicki, prałat Instytutu Dzieł Religijnych.

## Życiorys
14 czerwca 1980 otrzymał święcenia kapłańskie i został inkardynowany do diecezji Brescia. W 1985 rozpoczął przygotowanie do służby dyplomatycznej na Papieskiej Akademii Kościelnej. W latach 1989–2011 pracował w dyplomacji watykańskiej.
15 czerwca 2013 został mianowany prałatem Instytutu Dzieł Religijnych.